# Lothar Štěpán z Metternichu
Lothar Štěpán August Maria Klemens princ z Metternich-Winneburgu (německy Lothar Stephan August Maria Clemens Prinz zu Metternich-Winneburg) (12. září 1837 Vídeň – 2. října 1904 Vídeň) byl česko-rakouský šlechtic, rakousko-uherský státní úředník a politik. Jako nejmladší syn vlivného diplomata a státníka knížete Klemense Metternicha působil od mládí ve státní správě, krátce byl také poslancem českého zemského sněmu. Svou kariéru završil jako dlouholetý viceprezident místodržitelství Horního Rakouska se sídlem v Linzi (1876–1891).

## Životopis

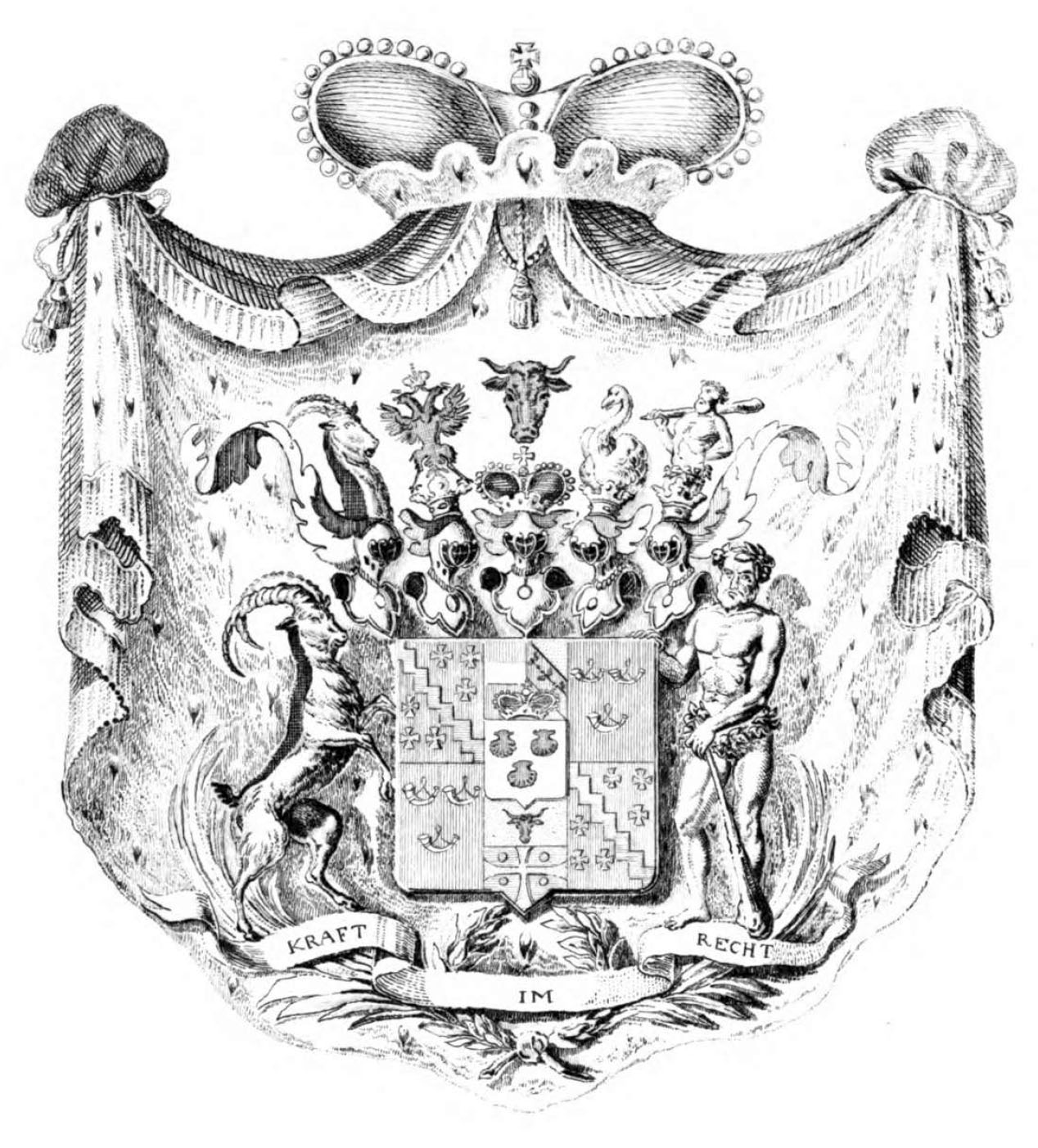
Knížecí erb rodu Metternichů

Pocházel ze starého šlechtického rodu Metternichů, narodil se ve Vídni jako nejmladší syn dlouholetého státního kancléře knížete Klemense Metternicha (1773–1859) a jeho třetí manželky Melanie, rozené hraběnky Zichy-Ferrarisové (1805–1854). Jeho křestní jméno Lothar odkazuje ke starší rodové historii a osobnosti trevírského kurfiřta Lothara Metternicha (1551–1623), který byl zakladatelem majetkového a společenského vzestupu Metternichů počátkem 17. století. Princ Lothar vystudoval práva a od mládí působil ve státních službách, začínal jako sekretář u dolnorakouského místodržitelství ve Vídni, později byl vládním radou a viceprezidentem zemské správy v Kraňsku. S titulem dvorního rady byl v roce 1874 dočasným zemským prezidentem v Kraňsku, později působil u místodržitelství v Horním Rakousku. V letech 1878–1882 byl poslancem českého zemského sněmu za velkostatkářskou kurii. Nakonec zastával dlouhodobě funkci viceprezidenta místodržitelství v Horním Rakousku, kde byl od ledna do září 1881 krátce také dočasně úřadujícím místodržitelem. V roce 1891 odešel do výslužby.

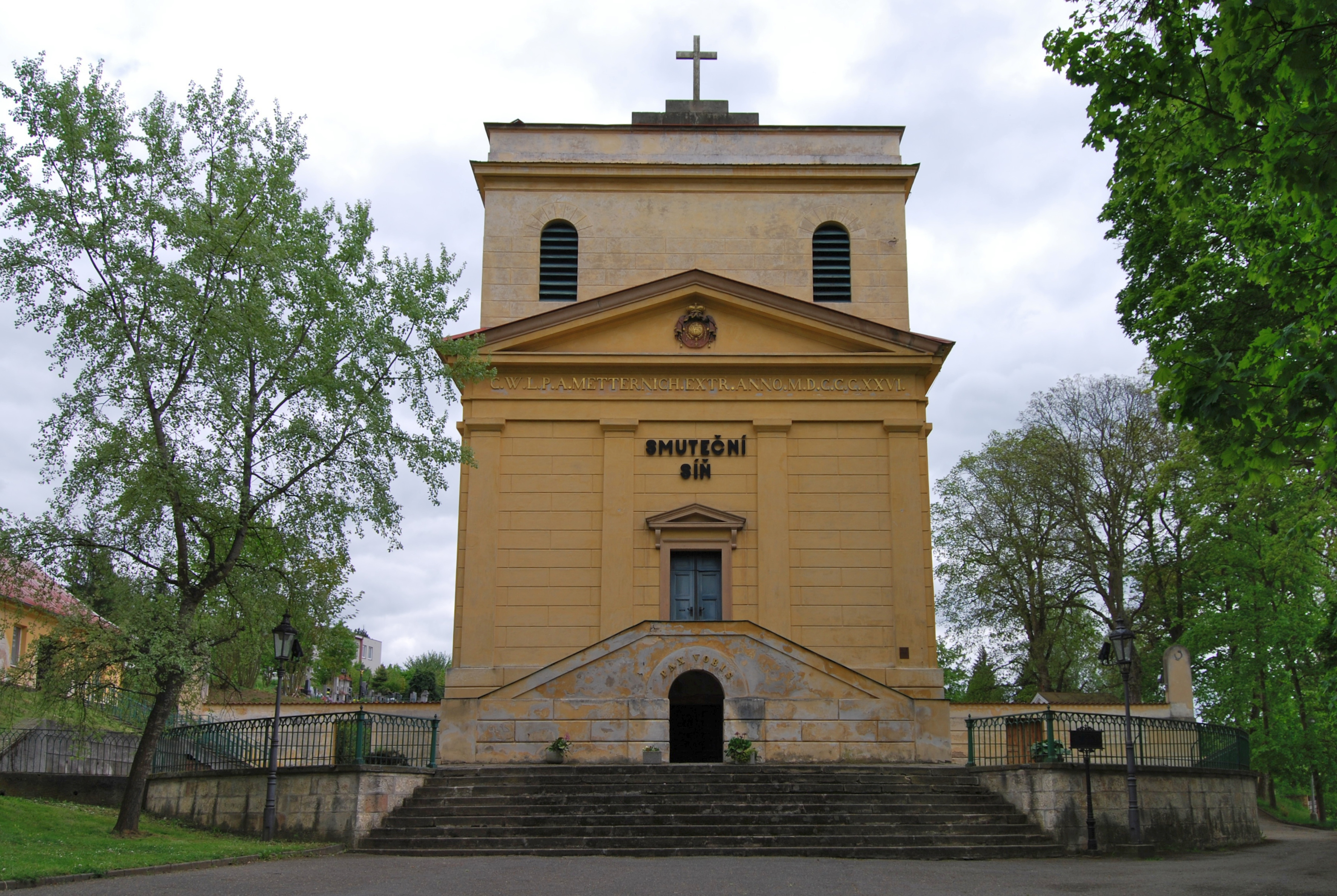
Hrobka rodu Metternichů v Plasích

Jako syn knížete užíval od narození titul prince s nárokem na oslovení Jasnost (Durchlaucht). V roce 1862 byl jmenován c. k. komořím, byl též čestným rytířem Maltézského řádu. Za zásluhy byl nositelem komturského kříže Řádu Františka Josefa a Řádu železné koruny III. třídy. V zahraničí získal turecký Řád Medžidie III. třídy.
Byl dvakrát ženaý. Poprvé se oženil v roce 1868 s Franziskou, rozenou Reitterovou (1825–1899), vdovou po zemském soudním radovi Johannu Huberovi. Jeho druhou manželkou se v roce 1900 stala Františka, rozená hraběnka Mitrovská z Nemyšle (1846–1918), vdova po prezidentovi zemského soudu ve Vídni hraběti Karlovi Chorinském.
Zemřel 2. října 1904 ve Vídni ve věku 67 let a byl pohřben v rodové hrobce v Plasích.